# Suhovolea, Volodarsk-Volînskîi
Suhovolea (în ucraineană Суховоля) este localitatea de reședință a comunei Suhovolea din raionul Volodarsk-Volînskîi, regiunea Jîtomîr, Ucraina.

## Demografie
Componența lingvistică a localității Suhovolea
     Ucraineană (98,91%)
     Alte limbi (1,09%)
Conform recensământului din 2001, majoritatea populației localității Suhovolea era vorbitoare de ucraineană (98,91%), existând în minoritate și vorbitori de alte limbi.